# Lipscombite
La lipscombite è un minerale.